# Zbigniew Kowalski
Zbigniew Kowalski est un boxeur polonais né le 11 février 1916 et mort à une date inconnue.

## Carrière
Sa carrière amateur est principalement marquée par une médaille de bronze remportée aux championnats d'Europe de 1939 dans la catégorie des poids légers.

## Palmarès

### Championnats d'Europe
- Médaille de bronze en -61,2 kg en 1939 à Dublin, Irlande